# Georges Goumin
Georges Goumin est un aviateur Compagnon de la Libération, né le 19 février 1905 à Orange, et mort le 26 mai 1941 en Crète lors d'un combat aérien. Il commandait le tout premier groupe de sous-officiers aviateurs qui aient rallié l'Angleterre après l'appel du 18 Juin 1940.
La promotion 1980 de l'École Militaire de l'Air de Salon-de-Provence porte le nom « Promotion Commandant Goumin ».

## Avant la Seconde Guerre mondiale
Le père de Georges Goumin était officier à la retraite. C'est à l'âge de 18 ans qu'il s'engage dans l'aviation à Montreuil-sur-Mer.
Sa formation militaire le porte d'abord vers la mécanique. Il est instructeur à l'école de Versailles, en 1925, puis admis comme élève-officier à la future base aérienne 134 Versailles, en 1928.
Breveté pilote, officier en 1929, il est affecté au 22e Régiment Aérien de Bombardement de Nuit, basé sur la future base aérienne 122 Chartres-Champhol.
Capitaine en 1936, il commande l'école des radios navigants de la base aérienne 129 Saint-Jean-d'Angély-Fontenet.
Son frère, le capitaine Henri Goumin sert également dans l'Armée de l'air.
Georges Goumin se trouve à Saint-Jean-d'Angély le 19 juin 1940, le jour de l'armistice, avec son épouse Pervanche Gourmin.

## L'évasion vers l'Angleterredu 20 juin 1940
Dans son livre Cap sans retour, Germaine L'Herbier-Montagnon relate l'évasion, le 20 juin 1940, d'un groupe de 19 aviateurs volontaires commandés par le Capitaine Georges Goumin, depuis la base de Saint-Jean-d'Angély.
Leur décision de s'évader est prise dès le 19 juin, juste après l'Appel du 18 Juin 1940 de De Gaulle. Les dix huit sous-officiers ainsi que l'épouse de Georges Goumin prennent place à bord d'un quadrimoteur Farman F.222, et attendent la nuit (donc le 20 juin) pour décoller. Ils seront les premiers Français à rallier l'Angleterre. En effet, les tout premiers volontaires à quitter le France après l'appel du 18 juin sont les 110 élèves de l'école de pilotage du Mans, qui se sont embarqués dès le 18 juin au soir à bord du Langoustier Le Trébouliste, à Douarnenez pour rejoindre De Gaulle à Londres. Mais la traversée vers l'Angleterre étant beaucoup plus longue en bateau qu'en avion, c'est le groupe du Commandant Goumin qui arrivera le premier à destination. Ceux du Trébouliste atteindront Falmouth deux jours plus tard.
Les membres de cette équipée cités par Germaine L'Herbier-Montagnon étaient :
- Georges Goumin (Capitaine)

Les adjudants-chefs :
- James Denis, premier pilote du Farman
- Roger Speich, 2e pilote
- Louis Ferrant, 3e pilote
- André Cantès, chef mécanicien, Compagnon de la Libération
- Jean-Albert Dupont, premier mécanicien
- Joseph Trigeaud, second navigateur, Compagnon de la Libération

Les adjudants :
- Courtiau, 2e mécanicien
- Maurice Tazzer, premier radio

les sergents-chefs :
- Jean Perbost, radio
- Costiou, mécanicien

Les sergents :
- Bourdarias, radio
- Dispot, radio
- Paul Robinet, mécanicien
- Étienne Drouet, mécanicien
- Flamant, mécanicien.

Ceux qui ne sont pas cités par Madame L'Herbier-Montagnon sont :
- L'épouse de Georges Goumin
- Ainsi que les 3 militaires ayant choisi de rentrer en France au bout de huit jours : le Lieutenant Weber, S.C Touron et A. Bourson.

## Missions enAfriqueet mort enCrète
Pilote combattant en unité aérienne, Georges Goumin est nommé commandant le 1er janvier 1941.
Il effectue de nombreuses missions en Afrique.
C'est ainsi qu'il décolle de Le Caire le 26 mai 1941 pour ravitailler des troupes alliées au sol, en Crète. Abattu par la DCA allemande, mortellement blessé, il pose son appareil en flammes, sauvant ainsi les trois autres membres de l'équipage.
En août 1946, après une cérémonie aux Invalides, son corps est inhumé à Orange.

## Décorations
- Chevalier de la Légion d'honneur
- Compagnon de la Libération à titre posthume par décret du 30 mai 1944[4]
- Croix de guerre 1939–1945, palme de bronze
- Médaille de la Résistance française avec rosette par décret du 11 mars 1947[5]
- Mérite Syrien
- Ordre de Georges Ier (Grèce)